# ميشيل فالك
ميشيل فالك (24 أغسطس 1959 في زويندريخت) لاعب كرة قدم هولندي معتزل كان يجيد اللعب في خط الوسط . ساهم في تحقيق نادي بي إس في آيندهوفن بطولة دوري الدرجة الممتازة الهولندي موسمين متتاليين 1985-1986 و1986-1987 . شارك مع منتخب هولندا في 16 مباراة دولية من دون أن ينجح في تسجيل أي هدف . بعد اعتزال لعب كرة القدم اتجه إلى مهنة التدريب ووافق على تدريب فريق فيينورد روتردام للناشئين لمدة 6 سنوات .

## وصلات خارجية
- ميشيل فالك على موقع قاعدة بيانات كرة القدم.إي يو (الإنجليزية)
- ميشيل فالك على موقع ناشيونال فوتبول تيمز (الإنجليزية)